# Provincies van Argentinië
Argentinië bestaat uit 23 provincies (provincias) en 1 zelfstandige stad (capital federal). De provincies zijn onderverdeeld in departementen, met uitzondering van de provincie Buenos Aires dat onderverdeeld is in partido's.

## Overzicht provincies van Argentinië
| Nr.                                     | Provincie                        | Hoofdstad                        | Oppervlakte | Inwoners   |
| --------------------------------------- | -------------------------------- | -------------------------------- | ----------- | ---------- |
| 1                                       | Buenos Aires - Zelfstandige stad | Buenos Aires - Zelfstandige stad | 200 km²     | 3.072.029  |
| 2                                       | Buenos Aires                     | La Plata                         | 307.571 km² | 17.370.144 |
| 3                                       | Catamarca                        | Catamarca                        | 102.602 km² | 411.824    |
| 4                                       | Chaco                            | Resistencia                      | 99.633 km²  | 1.192.616  |
| 5                                       | Chubut                           | Rawson                           | 224.686 km² | 608.729    |
| 6                                       | Córdoba                          | Córdoba                          | 165.321 km² | 3.722.332  |
| 7                                       | Corrientes                       | Corrientes                       | 88.199 km²  | 1.111.052  |
| 8                                       | Entre Ríos                       | Paraná                           | 78.781 km²  | 1.373.270  |
| 9                                       | Formosa                          | Formosa                          | 72.066 km²  | 600.229    |
| 10                                      | Jujuy                            | San Salvador de Jujuy            | 53.219 km²  | 762.440    |
| 11                                      | La Pampa                         | Santa Rosa                       | 143.440 km² | 355.422    |
| 12                                      | La Rioja                         | La Rioja                         | 89.680 km²  | 388.386    |
| 13                                      | Mendoza                          | Mendoza                          | 148.827 km² | 1.969.982  |
| 14                                      | Misiones                         | Posadas                          | 29.801 km²  | 1.247.362  |
| 15                                      | Neuquén                          | Neuquén                          | 94.078 km²  | 655.501    |
| 16                                      | Río Negro                        | Viedma                           | 203.013 km² | 738.060    |
| 17                                      | Salta                            | Salta                            | 155.488 km² | 1.406.584  |
| 18                                      | San Juan                         | San Juan                         | 89.651 km²  | 772.876    |
| 19                                      | San Luis                         | San Luis                         | 76.748 km²  | 502.000    |
| 20                                      | Santa Cruz                       | Río Gallegos                     | 243.943 km² | 356.647    |
| 21                                      | Santa Fe                         | Santa Fe                         | 133.007 km² | 3.509.113  |
| 22                                      | Santiago del Estero              | Santiago del Estero              | 136.351 km² | 968.309    |
| 23                                      | Vuurland                         | Ushuaia                          | 21.571 km²  | 169.183    |
| 24                                      | Tucumán                          | San Miguel de Tucumán            | 22.524 km²  | 1.674.622  |
| Bronnen: oppervlakte en inwoners (2019) |                                  |                                  |             |            |

| Kaart                     |
| ------------------------- |
| Provincies van Argentinië |
| Provincies van Argentinië |